# Banco de filtros

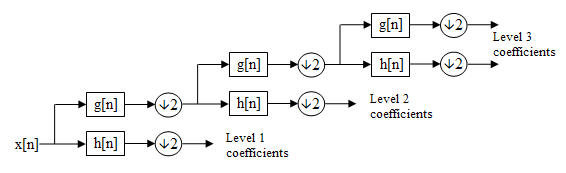
exemplo de banco de filtros usado em Wavelets.

Um banco de filtros é um arranjo de filtros passa-faixa que decompõe o sinal em diversas componentes, cada uma carregando apenas uma sub-banda de frequência do sinal original. É desejável que o projeto do banco de filtros seja tal que permita a recombinação das sub-bandas para se recuperar o sinal original. O primeiro processo (separação das sub-bandas) é chamado de análise, e o segundo de síntese. A saída da análise é chamada de sinal de sub-bandas, com tantas sub-bandas quantos forem os filtros.
O banco de filtros serve para isolar as diferentes componentes de frequência de um sinal. Isto é importante pois para muitas aplicações determinadas frequências são mais importantes do que outras. Por exemplo, as frequências mais importantes podem ser codificadas com uma resolução maior. Em geral, pequenas diferenças no sinal dessas frequências são muito significativas e um esquema de codificação que preserva essas diferenças precisa ser usado. Por outro lado, as frequências menos importantes não precisam de reconstrução exata e uma codificação mais esparsa poderia ser usada, mesmo que se percam detalhes na codificação.
Um vocoder por exemplo, usa um banco de filtros para determinar a informação de amplitude das sub-bandas de um sinal modulador (como a voz, por exemplo) e usa para controlar a amplitude das sub-bandas de um sinal portador (como a saída de uma guitarra ou de um sintetizador), assim dando características da dinâmica do sinal modulador ao sinal portador.
Se os filtros forem combinados com uma redução de amostragem (do inglês downsampling) e depois um aumento de amostragem (do inglês upsampling), então pode ser útil representar o conjunto como uma matriz polifásica. Através da matriz polifásica resolve-se facilmente a questão da propriedade de reconstrução perfeita do sinal por um banco de filtros.